# Dołganów
Dołganów [dɔu̯ˈɡanuf] (tiếng Đức: Dolgenow) là một ngôi làng thuộc khu hành chính của Gmina Rąbino, thuộc quận Świdwin, West Pomeranian Voivodeship, ở phía tây bắc Ba Lan. Nó nằm khoảng 9 kilômét (6 mi) phía tây Rąbino, 12 km (7 mi) về phía bắc Świdwin và 97 km (60 mi) về phía đông bắc của thủ đô khu vực Szczecin.
Trước năm 1945, khu vực này là một phần của Đức. Đối với lịch sử của khu vực, xem Lịch sử của Pomerania.